# Honda NSX
Honda NSX — является спортивным автомобилем со среднемоторной компоновкой, производившийся компанией Honda с 1990 по 2005 год и  с 2016 по наше время. В Северной Америке и Гонконге продавался под маркой Acura NSX. При проектировании было использовано множество новаторских решений: это первый автомобиль, у которого кузов и шасси были изготовлены из алюминия. Автомобиль оснащался полностью электронным усилителем руля, электронной педалью газа (так называемый Drive-by-Wire).  Двигатель V6 с рабочим объемом 3.2 л (NSX-R) развивал мощность до 321 л.с. при 6500 об/мин—недосягаемые по тем временам показатели мощности для атмосферных двигателей. Впервые шатуны изготовлены из титана, впервые в мире комплектовался платиновыми свечами зажигания. Максимальная скорость вращения составляла 8000 об/мин. Для лучшей аэродинамики днище автомобиля было плоским, а форма задней части кузова  обеспечивала высокую прижимную силу на высоких скоростях.

## Разработка
Разработка новой модели автомобиля началась в 1984 году. В конце года дизайнерское бюро Pininfarina разработало дизайн концепта HP-X с двигателем V6 и среднемоторной компоновкой. HP-X был затем переименован в NS-X, что означало New Sportcar eXperimental. Предполагалось, что новый автомобиль будет составлять конкуренцию сначала Ferrari 328, а позднее и Ferrari 348. По словам бывшего руководителя департамента развития Нобухико Кавамото (Nobuhiko Kawamoto), окончательный старт проекта был дан в 1986 году.
Так как при проектировании NSX инженеры смогли добиться развесовки 50:50 между правым и левым бортом, автомобиль смог добиться отличных результатов в кольцевых гонках (24 часа Ле-Мана, Super GT500). В разработке участвовал гонщик Айртон Сенна.

## Первое поколение (NA1, NA2)
Серийное производство NSX было налажено на заводе, построенном специально для этого проекта. При серийном производстве NSX был применён кузов типа монокок, выполненный полностью из алюминиевого сплава. Большая часть узлов машины собиралась вручную. Для этого завод было привлечено около 200 опытных специалистов с других заводов Honda.
Для достижения высоких динамических характеристик двигатель должен был быть мощным, но в то же время компактным и не слишком тяжёлым. Выбранный при разработке концепта HP-X двигатель C20A объемом 2.0 л уже не подходил для этой цели. Разработчики перепробовали множество двигателей и в конце остановились на V-образном шестицилиндровом двигателе SOHC, который устанавливался на Honda Legend. Обновленный двигатель получил ГРМ типа DOHC.  На двигатель установили кованые титановые шатуны - это позволило увеличить скорость вращения коленвала до 8000 об/мин. Компания Honda к 1989 году уже разработала систему изменения фаз газораспределения VTEC, но она изначально оказалась слишком громоздкой для двигателя. Выход был найден - двигатель был наклонен к задней оси. Все это позволило добиться нужных характеристик от двигателя с объемом  3.0 л. Поперечное расположение двигателя было выбрано, чтобы свести к минимуму увеличение колёсной базы, и как следствие, габаритов и массы автомобиля.  В 1992 году была произведена ограниченная партия (483 шт.) NSX-R для японского внутреннего рынка. Изменения включали в себя двигатель мощностью 280 л.с., доработанную МКПП, улучшенные тормоза и сокращение снаряженной массы автомобиля на 120 кг. В связи с уменьшением веса автомобиль не имел звукоизоляции, аудиосистемы, кондиционера, запасного колеса и системы Traction Control. Все это предлагалось в виде дополнительных опций. Кожаные сиденья были заменены на лёгкие гоночные сидения Recaro из карбонового волокна. Электрическая продольная регулировка кресел и электростеклоподъёмники были сохранены. Кованые колесные диски из алюминиевого сплава были заменены на более лёгкие, изготовленные фирмой Enkei, которые уменьшили неподрессоренные массы.

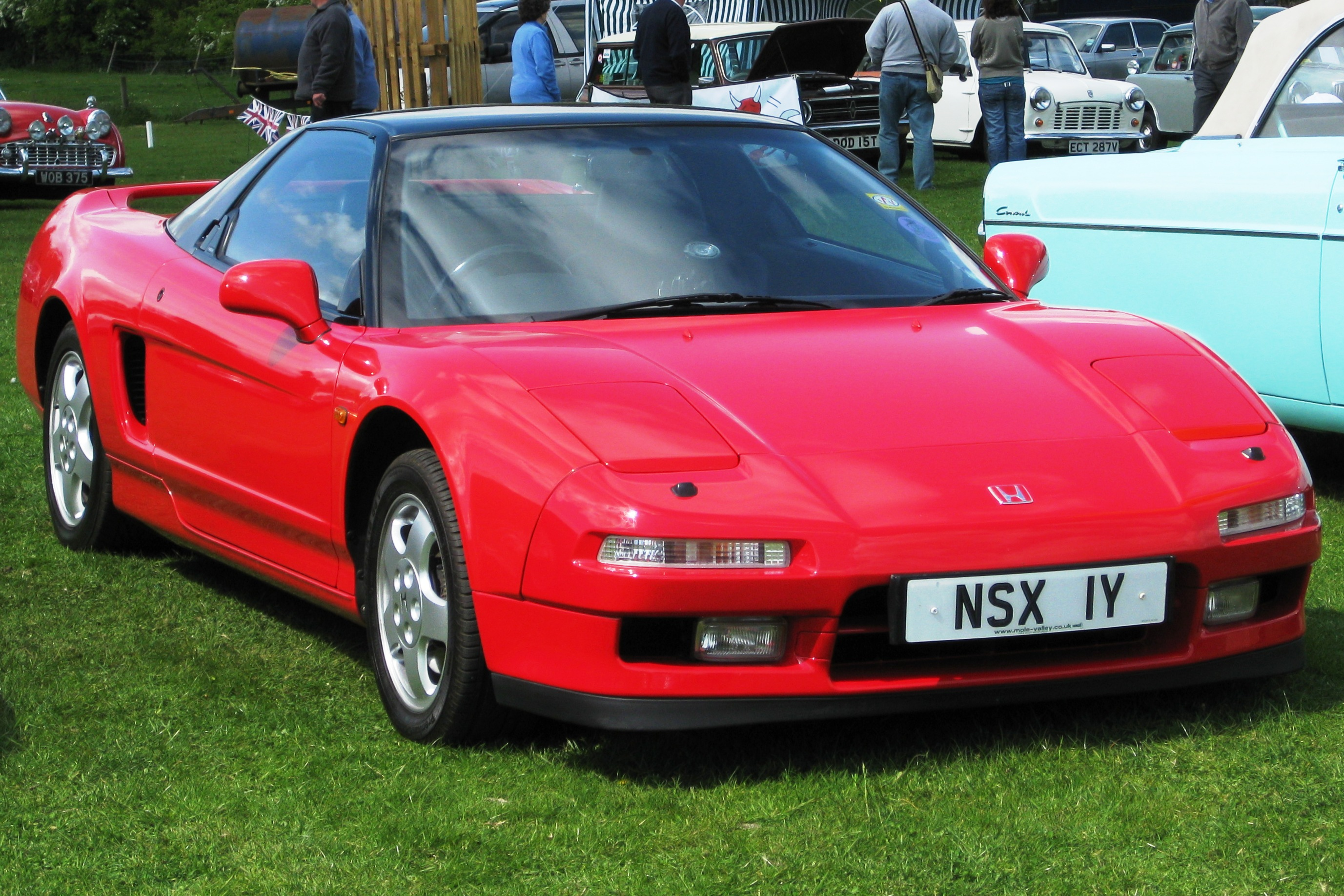
Honda NSX 1992 модельного года

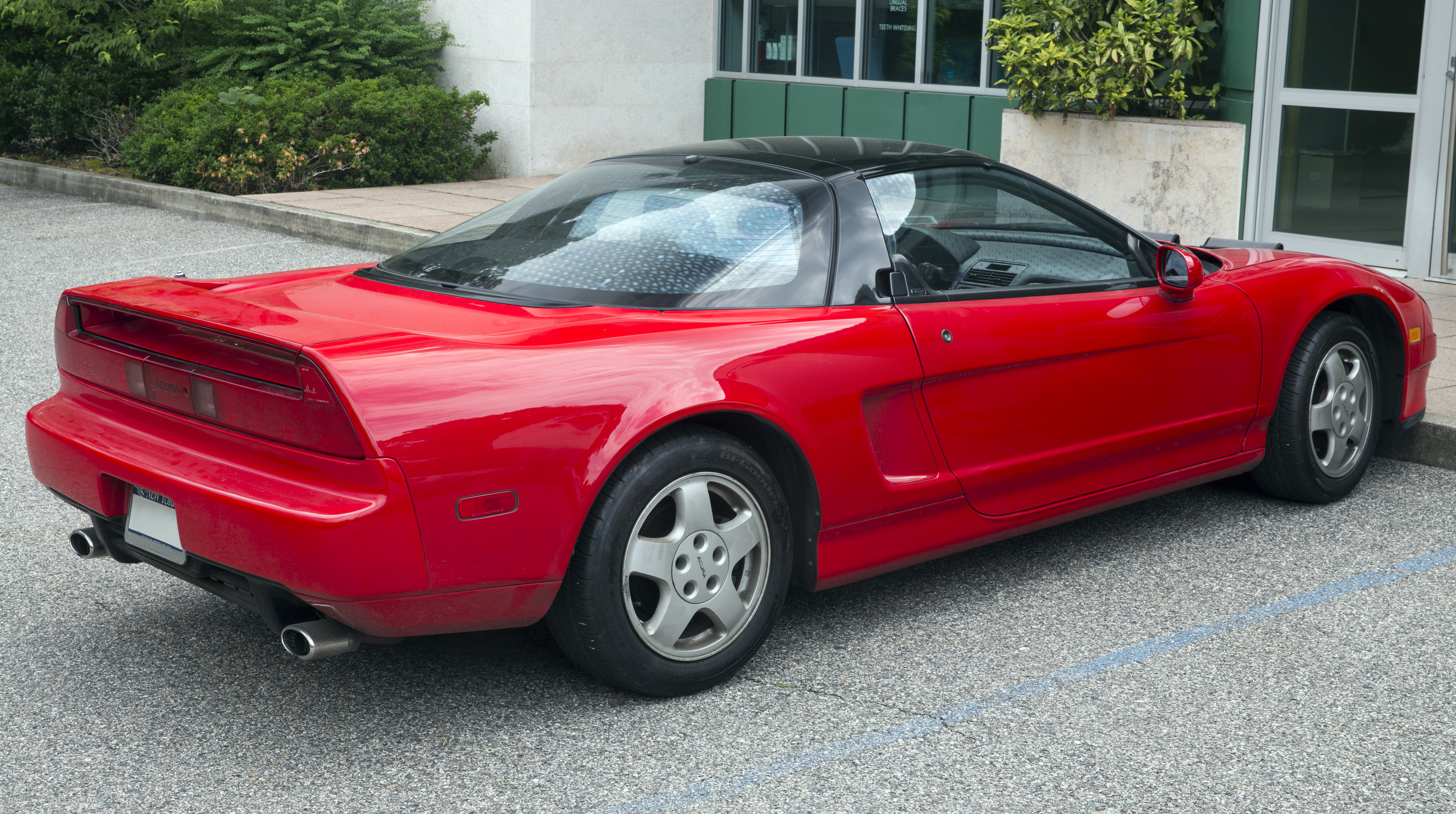
Вид сзади.

К 1992 году было известно, что ввиду среднемоторной компоновки NSX имел внезапную избыточную поворачиваемость при определённых условиях маневрирования. В уличном движении на невысоких скоростях это редко проявлялось, но могло возникнуть на гоночных треках, где скорости значительно выше. Для улучшения стабильности в поворотах на предельных режимах, Honda добавила алюминиевые распорки впереди под аккумулятором и перед передним радиатором, что увеличило жёсткость шасси. Также была заменена вся подвеска с более жёстким передним стабилизатором поперечной устойчивости, жёсткими втулками подвески и более жёсткими пружинами и амортизаторами.
У стандартной NSX задние пружины жёстче передних. При сильном замедлении на входе в поворот, более мягкие передние пружины позволяют перенести вес вперёд, увеличивая сцепление передних колёс и улучшая реакцию при рулении. Но в то же время вес отбирается у задних колёс, приводя к уменьшению сцепления. Как результат — тенденция к избыточной поворачиваемости. Для снижения этого эффекта на NSX установили более мягкие задние покрышки, а для NSX-R Honda поменяла распределение жёсткости пружин между передней и задней осью, установив более жёсткие пружины и стабилизатор в передней подвеске. Но жёсткость возросла на обеих осях по сравнению со стандартным NSX (21 мм — передний стабилизатор, что на 2.6 мм больше стандартного; жёсткость пружин NSX: передние — 3.0 кг/мм, задние — 4.0 кг/мм против NSX-R: передние — 8.0 кг/мм, задние — 5.7 кг/мм).
Также было увеличено передаточное отношение главной передачи до 4.235:1 вместо 4.06:1 в стандартном варианте, что сместило точки переключения передач в сторону повышенных оборотов, увеличивая мощность. Это изменение уменьшило максимальную скорость, но улучшило разгон автомобиля. Кроме этого, был установлен новый дифференциал повышенного трения с более высоким процентом блокировки. В двигателе объемом 3.0 л для NSX-R была установлена  отполированная и отбалансированная поршневую группу и коленчатый вал.
Опционально также устанавливались кондиционер, стереосистема BOSE, отделка центральной консоли и панелей дверей из карбона, а также начиная с 1994 года бо́льшие колёса (16" впереди и 17" сзади), окрашенные в цвет Championship White.

### NSX-T
В 1995 году NSX-T была представлена в Японии с крышей тарга как специальная опция. В Северной Америке в марте 1995 года NSX-T полностью заменила стандартное купе как единственная доступная модель, за исключением версии Zanardi NSX 1999 года и нескольких спецзаказов между 1997 и 2002 годами. Съёмная крыша снизила жёсткость шасси и добавила около 45 кг для усиления структуры. Вдобавок, все NSX-T имели стабилизаторы поперечной устойчивости меньшего диаметра, немного более жёсткие передние пружины и более мягкие амортизаторы для улучшения комфорта и износа покрышек, одновременно решив проблему внезапных заносов, которая преследует большинство среднемоторных автомобилей. Все крыши были окрашены в цвет кузова вместо чёрного, хотя в Японии чёрные крыши оставались в качестве опции. Теперь на версии с механической коробкой передач устанавливался электрический усилитель руля, который ранее устанавливали исключительно на версии с АКПП.

### Фейслифт2002 года
В 2002 году первое поколение было обновлено. От убирающихся фар отказались, вместо них были установлены ксеноновые фары высокой интенсивности HID. Была установлена более жёсткая подвеска, более широкие шины, изменен интерьер, приборы получили синюю подсветку. Капот и некоторые элементы кузова были изготовлены из углеволокна для уменьшения веса. Задний спойлер был увеличен, изменился и дизайн задних фар. Обновленный кузов имел Cx=0.30. Двигатели также подверглись изменению; массы шатунов, поршней и коленвала были перепроверены, что уменьшило дисбаланс и увеличило приемистость.

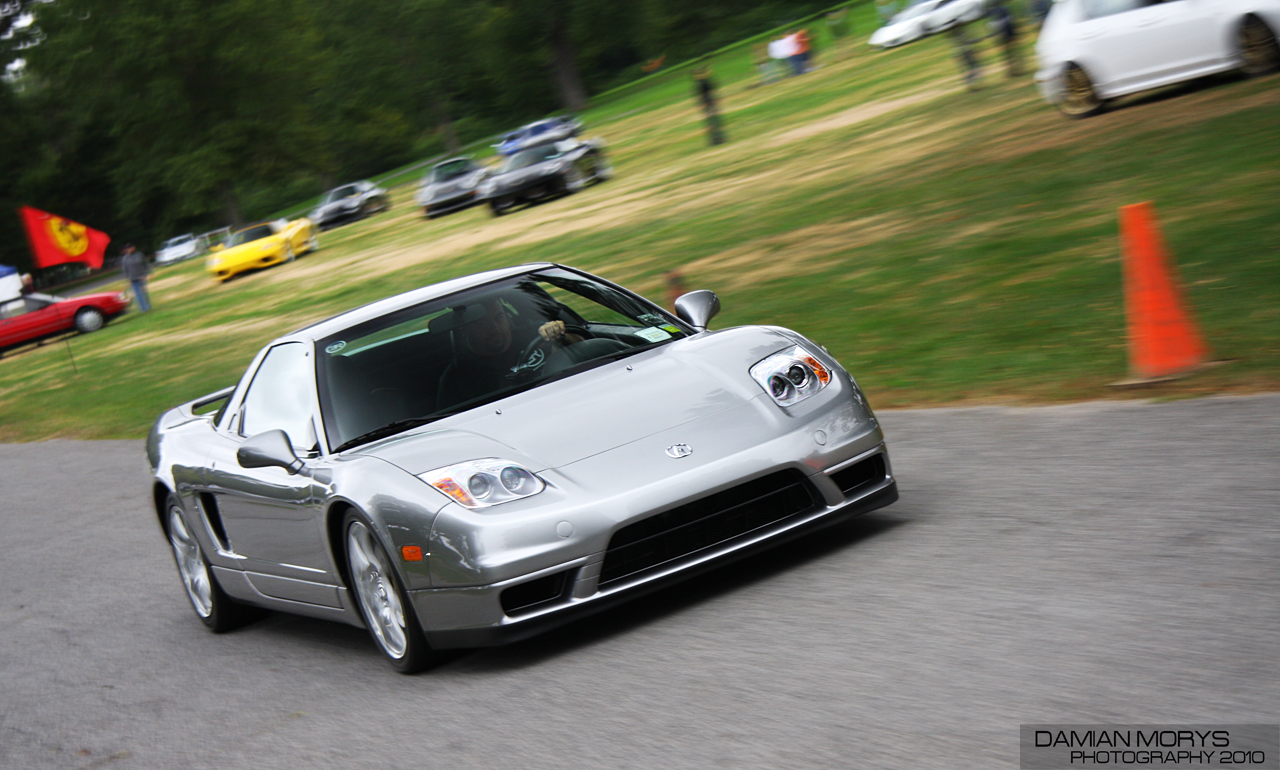
Honda NSX 2002 модельного года.

Производство первого поколения закончилось в октябре 2005 года.

### Технические характеристики
- Двигатель :
  - C30A: Рабочий объем 3.0 л; ГРМ типа DOHC.
  - C32B: рабочий объем 3 2 л, DOHC. Устанавливался с 1997 года, только с шестиступенчатой МКПП. На автомобили с АКПП устанавливались только двигатели C30A.
  - Расположение двигателей: поперечное, среднемоторное.
  - Тип: атмосферные, 6-цилиндровые с V-образным расположением цилиндров
  - Система изменения фаз газораспределения VTEC
  - Диаметр х Ход поршня: для C30A 90мм x 78 мм; для C32B 93 мм х 78 мм.
  - Максимальная мощность: для C30A 202 кВт (274 л. с.) при 7300 об/мин; для C32B 321 л. с.
  - Максимальный крутящий момент: C30A 285 Н·м (29,06 кг-м) при 5400 об/мин; для C32B 331 Н·м.
  - Степень сжатия: 10.2:1
- Максимальная скорость:	270 км/ч
- Разгон 0 — 100 км/ч: 5.2 с
- Разгон 0 — 200 км/ч: 19.2 с.

## Второе поколение (NC1)

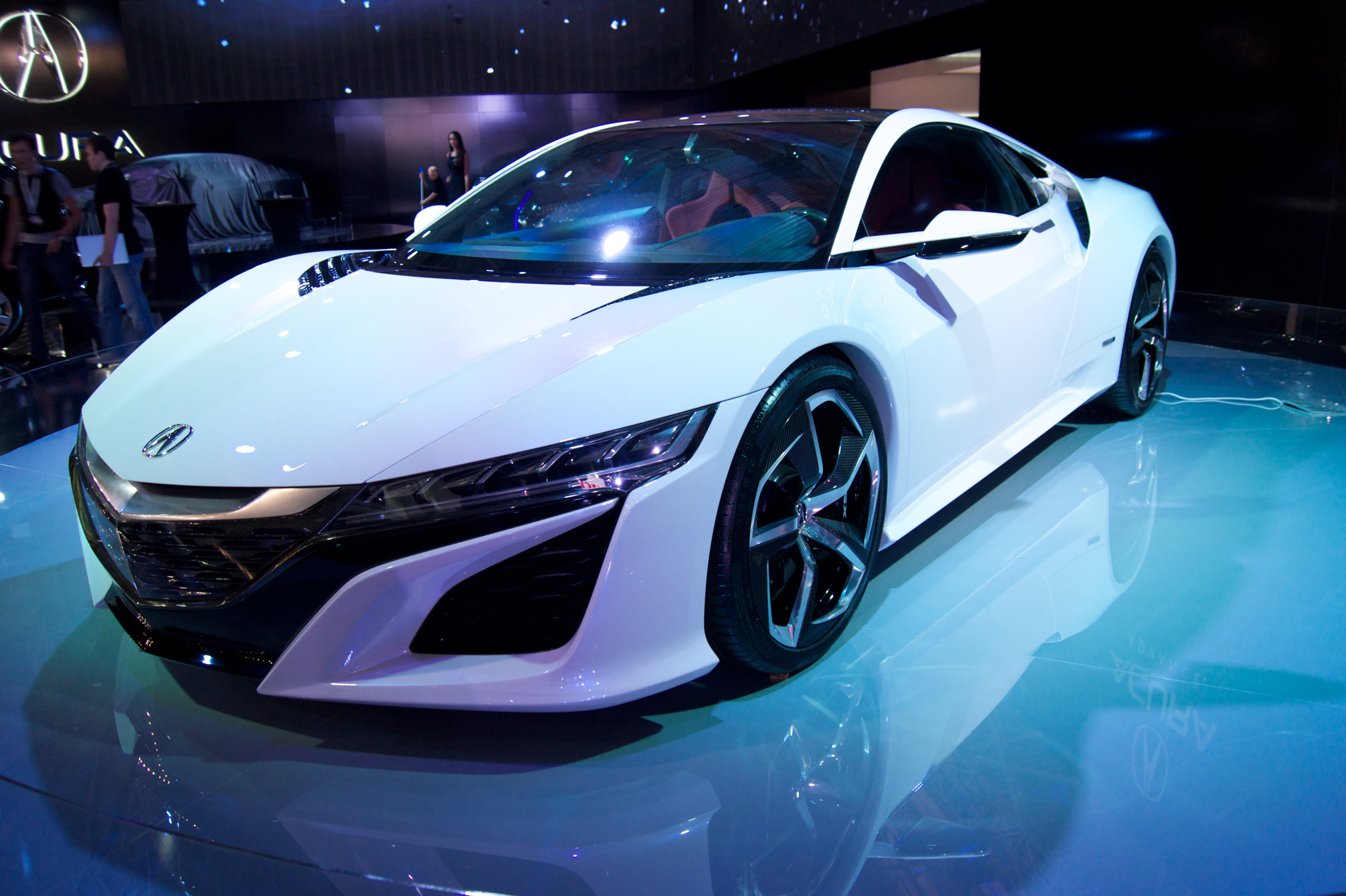
Концепт Acura NSX на ММАС 2014

Acura NSX Concept был представлен 9 января 2012 года на Североамериканском международном автосалоне. Второе поколение NSX — это частично гибридное полноприводное купе со среднемоторной компоновкой.
В качестве силовой установки используется бензиновый двигатель V6 объемом 3.5 л с двумя турбокомпрессорами, мощностью 573 л.с.,  агрегатированный с 9-ступенчатой роботизированной коробкой передач DCT с двумя сцеплениями. Силовой агрегат передает мощность в основном на задние колеса. В дополнение автомобиль имеет частично гибридную систему полного привода  SH-AWD. На передней оси установлены два электромотора, которые могут генерировать положительный и отрицательный крутящий момент, тем самым увеличивая стабильность и управляемость при прохождении поворотов. Третий мотор-генератор установлен на коленчатом валу двигателя, он заряжает литиевую батарею, или передает дополнительную мощность на задние колеса.
Прототип NSX был представлен 4 августа 2013 года перед началом этапа Honda Indy 200 на трассе Mid-Ohio Sports Car Cours в Лексингтон, штат Огайо, США.
Acura NSX Concept II был представлен на Франкфуртском международном автосалоне в 2013 году.
Российская премьера концепта состоялась на Московском международном автосалоне 2014.
Производство NSX началось в 2016 году на заводе Performance Manufacturing Center в Огайо, США. В этом же году гибридный суперкар поступил в продажу на американском рынке. В «базе» купе автомобиль обладает шестью подушками безопасности.
В Европе NSX будет продаваться под брендом Honda.
В 2019 году Acura показала обновленную версию NSX. Новые улучшения Acura NSX для 2019 года включают косметические изменения дизайна, расширенную палитру интерьера, новое стандартное оборудование, доработки подвески и модернизированные шины.